# Agustín de Zárate
Agustín de Zárate (* um 1514 in Valladolid; † 1560) war ein spanischer Beamter und Historiker in der Renaissance.
Zárate diente viele Jahre lang als königlicher Beamter im Rat von Kastilien und ging 1543 als königlicher Buchhalter nach Peru. Dort sammelte er das Material für seine Historia del descubrimiento y conquista del Perú, die 1555 in Antwerpen erschien. Das Werk beschreibt die Taten Francisco Pizarros sowie den Sturz des Inkareichs und fand großen Anklang. Es wurde in Venedig und in Sevilla neu aufgelegt und in die wichtigsten europäischen Sprachen übersetzt.

## Schriften
- Historia del descubrimiento y conquista del Peŕu